# Najd
Najd hay Nejd (tiếng Ả Rập: نجد, Najd, phát âm tiếng Ả Rập: [nad͡ʒd]) là khu vực trung tâm địa lý của Ả Rập Xê Út, đây là nơi sinh sống của 28% người dân nước này. Najd gồm có các vùng Riyadh, al-Qassim, và Ha'il. Người Najd trong quá khứ từng đôi khi được gọi là "thiểu số thống trị" tại Ả Rập Xê Út. Không giống như Hejaz, Najd rất hẻo lánh và không nằm dưới quyền cai trị của bên ngoài trong phần lớn chiều dài lịch sử.

## Lịch sử

### Thời kỳ tiền Hồi giáo
Khu vực Nejd trong thời kỳ tiền Hồi giáo là nơi cư trú của các bộ lạc như Kindah và Tayy. Dưới quyền lãnh đạo của Usma bin Luai, vào năm 115 bộ lạc Tayy từ Yemen tràn đến xâm chiếm các vùng núi Aja và Samra từ bộ lạc Banu Tamim tại miền bắc bán đảo Ả Rập. Các vùng núi này hiện gọi là Jabal Shammar. Người Tayy trở thành bộ lạc chăn nuôi lạc đà và ngựa du mục tại miền bắc Najd trong nhiều thế kỷ.
Đến thế kỷ 5, các bộ lạc tại miền bắc bán đảo Ả Rập trở thành một mối đe doạ lớn đối với tuyến đường mậu dịch giữa Yemen và Syria. Vương quốc Ḥimyar (tại Yemen ngày nay) quyết định lập một nhà nước chư hầu để kiểm soát miền trung và miền bắc bán đảo Ả Rập. Bộ lạc Kindah đạt được sức mạnh và số lượng để giữ vai trò này, và đến năm 425 quốc vương của Himyar là Ḥasan ibn 'Amr ibn Tubba' đưa Ḥujr 'Akīl al-Murār ibn 'Amr làm quốc vương (Hujr) đầu tiên của Kindah. Người Kindah lập một vương quốc tại Najd thuộc miền trung bán đảo Ả Rập song không giống với các nhà nước có tổ chức tại Yemen; quốc vương của Kindah duy trì ảnh hưởng đối với một số bộ lạc liên kết thông qua uy tín cá nhân thay vì quyền lực cưỡng chế. Thủ đô đầu tiên của họ là Qaryat Dhāt Kāhil, nay gọi là Qaryat al-Fāw.
Ghassanid, Lakhmid và Kindah đều là các vương quốc chư hầu của Kahlan và Qahtani, lần lượt do Byzantines, Ba Tư và Ḥimyar bổ nhiệm để bảo vệ biên giới và các lợi ích của đế quốc khỏi các vụ tấn công trước mối đe doạ đang gia tăng từ của các bộ lạc 'Adnānī. Đến thế kỷ 5 và 6, người Kindah tiến hành nỗ lực có dự tính thực sự đầu tiên nhằm thống nhất toàn bộ các bộ lạc tại miền trung bán đảo Ả Rập thông qua các liên minh, và tập trung vào chiến tranh với người Lakhmid. Al-Ḥārith ibn 'Amr cuối cùng đã thành công trong việc chiếm lĩnh thủ đô al-Ḥirah của Lakhmid tại miền nam Iraq hiện nay. Tuy nhiên, đến khoảng năm 529, al-Mundhir tái chiếm thành phố, khiến Quốc vương Ḥārith và khoảng năm mươi thành viên trong gia tộc của ông thiệt mạng.
Năm 525, Vương quốc Aksum từ Đông Bắc Phi đến xâm chiếm Ḥimyar. Mất đi ủng hộ từ Himyar, trong vòng ba năm Vương quốc Kindah bị phân chia thành bốn nhóm: Asad, Taghlib, Qays and Kinānah, mỗi nhóm do một thân vương của Kindah lãnh đạo. Đến thập niên 530 và 540, các 'thân vương quốc' nhỏ này bị lật đổ trong một loạt cuộc nổi dậy của các bộ lạc 'Adnānī tại Najd và Ḥijāz. Năm 540, người Lakhmid tàn phá hoàn toàn các khu định cư của người Kindah tại Nejd, buộc phần lớn thành viên bộ lạc này phải chuyển đến Yemen. Người Kindah và hầu hết các bộ lạc Ả Rập quay sang trung thành với người Lakhmid.

### Thời kỳ Muhammad
Trong thời kỳ Nhà tiên tri Muhammad, Muhammad tiến hành các cuộc chinh phục quân sự trong khu vực. Đầu tiên là tập kích đoàn buôn qua Nejd nhằm chống lại Quraysh, diễn ra vào năm 624. Người Mecca dưới quyền lãnh đạo của Safwan ibn Umayyah (là người vốn sống nhờ mậu dịch) đến mùa hè năm đó dời đến Syria để giao dịch theo mùa. Sau khi Muhammad nhận được tin tức về tuyến đường của đoàn buôn, ông lệnh cho Zayd ibn Haritha đi theo và tiến hành tập kích thành công, lấy được tài sản giá trị 100.000 dirham.
Muhammad xâm chiếm Nejd vào tháng 10 năm 625 AD. Ông lãnh đạo các chiến binh đến Nejd nhằm xua đuổi một số bộ lạc mà ông tin là có mục đích mờ ám. Một số học giả cho rằng cuộc chinh phục Dhat al-Riqa diễn ra tại Nejd nằm trong cuộc xâm chiếm này. Tuy nhiên, theo quan điểm có tính xác thực nhất của "Saifur Rahman al Mubararakpuri", thì chiến dịch Dhat Ar-Riqa' diễn ra sau khi Khaibar thất thủ (và không nằm trong cuộc xâm chiếm Nejd). Điều này được củng cố bởi thực tế Abu Hurairah và Abu Musa Al-Ash'ari chứng kiến trận chiến. Abu Hurairah đi theo Hồi giáo chỉ vài ngày trước Khaibar, và Abu Musa Al-Ash'ari trở lại từ Abyssinia (Ethiopia) và hội quân với Muhammad tại Khaibar. Các quy tắc liên quan đến cầu nguyện sợ hãi mà Muhammad quan sát trong chiến dịch Dhat Ar-Riqa, được thể hiện trong cuộc xâm chiếm Asfan và các học giả này cho rằng nó diễn ra sau Al-Khandaq (trận Al-Ahzab).
Cuộc chinh phục Qatan cũng diễn ra tại Nejd. Bộ lạc Banu Asad ibn Khuzaymah (không nhầm lẫn với bộ lạc Banu Asad), là các cư dân tại Katan thuộc vùng lân cận Fayd, họ là một bộ lạc hùng mạnh có liên hệ với Quraysh. Họ cư trú gần đồi Katan tại Nejd. Muhammad nhận được báo cáo rằng họ đang lên kế hoạch tập kích vào Medina, do đó ông phái quân dưới quyền lãnh đạo của Abu Salama `Abd Allah ibn `Abd al-Asad tiến hành tấn công bất ngờ vào bộ lạc này.
Sau khi Muhammad mất, các căng thẳng âm ỉ trước đó đe doạ phá vỡ và chia cắt cộng đồng Hồi giáo. Các bộ lạc Ả Rập khác muốn trở lại quyền lãnh đạo địa phương và tách khỏi quyền kiểm soát của Medina. Tại một số nơi, cư dân tuyên bố nhà tiên tri để thiết lập ban lãnh đạo nhằm phản đối Medina, như Al-Aswad Al-Ansi và Musaylimah. Toàn bộ đều là những sự kiện dẫn tới chia rẽ cộng đồng Hồi giáo.

### Từ thế kỷ 16
Đến thế kỷ 16, người Ottoman đưa vùng bờ biển ven biển Đỏ và vịnh Ba Tư (Hejaz, Asir và Al-Ahsa) vào trong đế quốc của họ và yêu sách có quyền bá chủ đối với vùng nội lục. Một nguyên nhân là nhằm cản trở các nỗ lực của Bồ Đào Nha muốn tấn công biển Đỏ và Ấn Độ Dương. Mức độ kiểm soát của Ottoman đối với các vùng đất này thay đổi trong bốn thế kỷ sau đó, thay đổi mạnh yếu tuỳ theo quyền lực trung ương của đế quốc. Nguồn gốc của hoàng tộc Saud xuất hiện tại Nejd vào năm 1744, khi người sáng lập vương triều là Muhammad bin Saud hội quân với thủ lĩnh tôn giáo Muhammad ibn Abd al-Wahhab, là người sáng lập phong trào Wahhabi, một dạng đạo đức nghiêm khắc của Hồi giáo Sunni. Liên minh được hình thành giúp tạo động lực tư tưởng cho các cuộc chinh phục của gia tộc Saud và duy trì cơ sở cho quyền cai trị của vương triều này cho đến nay. Nhà nước đầu tiên của gia tộc Saud được thành lập vào năm 1744 tại khu vực quanh Riyadh, nhanh chóng bành trướng và trong thời gian ngắn từng kiểm soát hầu hết lãnh thổ Ả Rập Xê Út hiện nay, song bị tàn phá vào năm 1818 trước Phó vương Ai Cập của Ottoman là Mohammed Ali Pasha. Nhà nước thứ nhì của gia tộc Saud được Turki thành lập vào năm 1824, song nhỏ hơn nhiều và chủ yếu nằm tại Nejd. Trong suốt thời gian còn lại của thế kỷ 19, gia tộc Saud tranh giành quyền kiểm soát vùng nội lục của khu vực nay là Ả Rập Xê Út với một gia tộc Ả Rập khác là Rashid. Đến năm 1891, gia tộc Rashid giành chiến thắng còn gia tộc Al Saud bị đẩy sang lưu vong tại Kuwait.
Đến lúc khởi đầu thế kỷ 20, Đế quốc Ottoman tiếp tục kiểm soát hoặc có quyền bá chủ đối với hầu hết bán đảo Ả Rập. Dưới quyền bá chủ này, bán đảo nằm dưới quyền cai trị từ các thủ lĩnh bộ lạc, Năm 1902, con trai của Abdul Rahman là Abdul Aziz (sau này gọi là Ibn Saud) tái chiếm Riyadh và đưa gia tộc Saud trở về Nejd. Ibn Saud giành được sự ủng hộ của một đội quân bộ lạc là Ikhwan, có cảm hứng từ giáo phái Wahhabi, và lực lượng này phát triển nhanh chóng sau khi hình thành vào năm 1912. Nhờ chi viện của Ikhwan, Ibn Saud chiếm Al-Ahsa từ Ottoman vào năm 1913.
Năm 1916, được Anh khích lệ và ủng hộ, Sharif của Mecca là Hussein bin Ali lãnh đạo khởi nghĩa liên Ả Rập nhằm chống Ottoman để lập một nhà nước Ả Rập thống nhất. Cuộc khởi nghĩa thất bại về mục tiêu, song chiến thắng của Đồng Minh trong thế chiến dẫn đến kết thúc quyền bá chủ và kiểm soát của Ottoman trên bán đảo Ả Rập. Ibn Saud tránh can dự vào khởi nghĩa Ả Rập, thay vào đó ông tiếp tục cuộc đấu tranh với gia tộc Rashid. Sau khi đánh bại hoàn toàn gia tộc này, ông lấy hiệu là Sultan của Nejd vào năm 1921. Được giúp đỡ từ Ikhwan, ông chinh phục Hejaz vào năm 1924–25 và đến ngày 10 tháng 1 năm 1926, Ibn Saud cũng xưng là quốc vương của Hejaz. Một năm sau, ông lấy thêm hiệu quốc vương của Nejd. Trong 5 năm sau đó, ông cai trị hai bộ phận với tư cách các đơn vị riêng biệt.
Sau khi chinh phục Hejaz, mục tiêu của giới lãnh đạo Ikhwan chuyển sang bành trướng địa hạt của giáo phái Wahhabi sang các lãnh thổ bảo hộ thuộc Anh là Ngoại Jordan, Iraq và Kuwait, và bắt đầu tập kích các lãnh thổ này. Hành động này bị Ibn Saud phản đối, do ông nhận thức được nguy hiểm từ một cuộc xung đột trực tiếp với người Anh. Đồng thời, Ikhwan trở nên vỡ mộng với các chính sách đối nội của Ibn Saud khi nó tỏ ra là ủng hộ hiện đại hoá và gia tăng số lượng người ngoại quốc phi Hồi giáo trong nước. Do đó, họ quay sang chống lại Ibn Saud, và sau hai năm đấu tranh thì họ thất bại trong trận Sabilla vào năm 1929, các thủ lĩnh của lực lượng này bị tàn sát trong cuộc chiến. Đến năm 1932, hai vương quốc Hejaz và Nejd thống nhất thành Vương quốc Ả Rập Xê Út.

## Địa lý

### Ranh giới

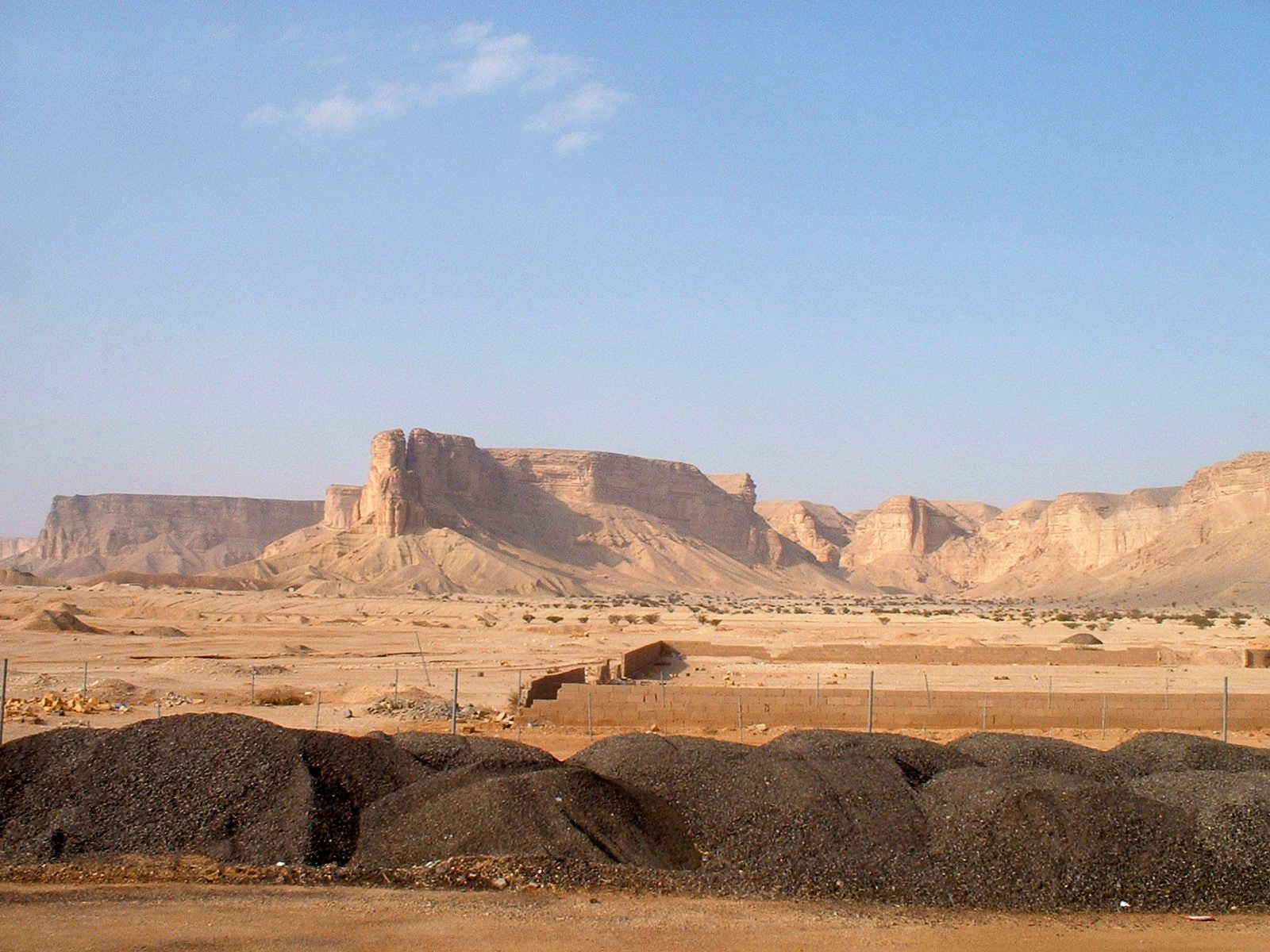
Quang cảnh vách đá Tweig (Tuwaiq) từ phía tây. Thủ đô Riyadh nằm ngay dưới đường chân trời.

Từ najd theo tiếng Ả Rập có nghĩa là "vùng cao" và từng được sử dụng cho nhiều vùng khác nhau trên bán đảo Ả Rập. Tuy nhiên, nổi bật nhất trong số đó là vùng trung tâm của bán đảo, về đại thể có giới hạn về phía tây là các dãy núi của Hejaz và Yemen và về phía đông là vùng lịch sử Đông Ả Rập và về phía bắc là Iraq và Syria.
Các nhà địa lý Hồi giáo trung cổ dành một lượng lớn thời gian để tranh luận về ranh giới chính xác giữa Hejaz và Najd về chi tiết, song thường định ranh giới phía tây của Najd ở nơi nào dãy núi phía tây và thành lớp dung nham bắt đầu dốc về phía đông, và định ranh giới phía đông của Najd tại một dải đụn cát đỏ hẹp gọi là sa mạc Ad-Dahna, cách khoảng 100 km về phía đông của Riyadh ngày nay. Biên giới phía nam của Najd luôn được xác định tại vùng đụn cát lớn nay gọi là Rub' al Khali (miền hư không), trong khi biên giới tây nam được ghi dấu là các thung lũng wadi Ranyah, wadi Bisha và wadi Tathlith.
Ranh giới phía bắc của Najd có thay đổi rất lớn trong lịch sử và được chú ý ít hơn nhiều từ các nhà địa lý trung cổ. Trong các thế kỷ đầu thời kỳ Hồi giáo, Najd được nhìn nhận là mở rộng xa về phía bắc đến sông Euphrates, và chính xác hơn là "các bức tường của Khosrau", công trình này do Đế quốc Sassanid xây dựng để làm hàng rào ngăn cách bán đảo Ả Rập và Iraq ngay trước khi Hồi giáo truyền bá đến. Cách sử dụng hiện nay của thuật ngữ bao gồm khu vực Al-Yamama, song nó không phải luôn được cho là thuộc Najd trong quá khứ.

### Địa hình
Giống như ý nghĩa tên gọi, Najd là một cao nguyên có độ cao dao động từ 762 m đến 1.525 m, và dốc xuống từ tây sang đông. Phần phía đông (trong lịch sử gọi là Al-Yamama) có dấu ấn là các khu dân cư ốc đảo với nhiều hoạt động nông nghiệp và mậu dịch, trong khi phần còn lại theo truyền thống là nơi người Bedouin du cư sống thưa thớt. Các đặc điểm địa hình chính yếu gồm có các núi đôi Aja và Salma tại phía bắc gần Ha'il, vùng cao Jabal Shammar và dãy núi Tuwaiq chạy qua trung tâm của vùng từ bắc xuống nam. Đặc điểm quan trọng khác là các lòng sông cạn khác nhau (wadi) như wadi Hanifa gần Riyadh, wadi Na'am tại phía nam, wadi Al-Rumah tại Al-Qassim ở phía bắc, và wadi ad-Dawasir tại mũi cực nam của Najd trên ranh giới với Najran. Hầu hết các làng và khu dân cư tại Najd nằm dọc các wadi này do chúng có khả năng bảo tồn nước mưa quý giá trong thời tiết hoang mạc khô hạn, còn các điểm khác nằm gần các ốc đảo. Theo truyền thống, Najd được chia thành các tỉnh nhỏ hình thành từ tập hợp các đô thị, làng và khu dân cư, thường tập trung tại một "thủ phủ". Các phân vùng này vẫn được người Najd công nhận cho đến nay, khi mỗi tỉnh duy trì biến thể riêng về phương ngữ và phong tục. Nổi bật nhất trong số các tỉnh cũ này là Al-'Aridh, bao gồm Riyadh và cố đô Diriyah; Al-Qassim có thủ phủ là Buraidah; Sudair tập trung tại Al Majma'ah; Al-Washm tập trung tại Shaqraa; và Jebel Shammar có thủ phủ là Ha'il. Tuy nhiên, tại Ả Rập Xê Út ngày nay, Najd được phân chia thành ba vùng hành chính: Ha'il, Al-Qassim, và Riyadh, có diện tích tổng cộng là 554.000 km².

### Đô thị chính
Riyadh là thành phố lớn nhất tại Najd, và cũng là thành phố lớn nhất toàn quốc với dân số trên 5,7 triệu người vào năm 2010. Các thành phố khác gồm có Buraidah (505.845 vào năm 2005), Unaizah (138.351 vào năm 2005) và Ar Rass (116.164 vào năm 2005). Các khu dân cư nhỏ hơn là Sudair, Al-Kharj, Dawadmi, 'Afif, Al-Zilfi, Al Majma'ah, Shaqraa, Tharmada'a, Dhurma, Al-Gway'iyyah, Al-Hareeq, Hotat Bani Tamim, Layla, As Sulayyil, và Wadi ad-Dawasir, khu dân cư cực nam của Najd.

## Dân cư
Trước khi thành lập Vương quốc Ả Rập Xê Út hiện đại, cư dân bản địa tại Najd chủ yếu là thành viên của một số bộ lạc Ả Rập, họ hoặc là người du cư (bedouin), hoặc là các nông dân và thương nhân định cư. Thành phần còn lại trong dân chúng chủ yếu là người Ả Rập không có liên kết với bộ lạc nào vì nhiều nguyên nhân khác nhau, họ chủ yếu sống trong các thị trấn và làng của Najd, làm các công việc khác nhau như thợ mộc hay Sonnaa' (thợ thủ công). Ngoài ra còn có một nhóm cư dân nhỏ gốc Phi cũng như một số nô lệ hoặc cựu nô lệ gốc Đông và Đông Nam Âu.
Hầu hết các bộ lạc Najd có nguồn gốc Adnan và nhập cư từ Tihamah và Hejaz đến Najd trong thời kỳ cổ đại. Các bộ lạc Najd nổi bật nhất trong giai đoạn tiền Hồi giáo là: Banu Hanifa chiếm giữ khu vực quanh Riyadh ngày nay, Banu Tamim chiếm giữ các khu vực xa hơn về phía bắc, Banu Abs tập trung tại Al-Qassim, Tayy tập trung tại Ha'il, và Banu 'Amir tại miền nam Najd. Từ thế kỷ 15 đến thế kỷ 18, có một dòng nhập cư đáng kể của các bộ lạc từ phía tây, gia tăng dân số du cư cũng như định cư trong khu vực và tạo thành mảnh đất màu mỡ cho phong trào Wahhabi. Đến thế kỷ 20, nhiều bộ lạc cổ đại đã biến hoá thành các bang liên mới hoặc di cư từ các khu vực khác của Trung Đông, và nhiều bộ lạc từ các vùng khác trên bán đảo chuyển đến Najd. Tuy nhiên, thành phần lớn nhất của cư dân Najdi địa phương ngày nay vẫn thuộc về các bộ lạc Najd cổ đại này hoặc các hiện thân mới hơn của họ. Nhiều bộ lạc Najd từng không sống du cư trong thời cổ đại mà là các nông dân và thương nhân định cư rất ổn định. Hoàng tộc Saud có dòng dõi từ bộ lạc Banu Hanifa. Trước khi thành lập Ả Rập Xê Út, các bộ lạc du cư chính tại Najd gồm có Dawasir, Mutayr, 'Utaybah, Shammar (trong lịch sử gọi là Tayy), Subay', Suhool, Harb, và Qahtani tại miền nam Najd. Ngoài những bộ lạc này, nhiều cư dân sống định cư thuộc các bộ lạc Anizzah, Banu Tamim, Banu Hanifa, Banu Khalid và Banu Zayd.
Hầu hết các bộ lạc du cư nay sống định cư trong các thành phố như Riyadh, hoặc trong các khu dân cư đặc biệt gọi là hijra được lập ra vào đầu thế kỷ 20 theo một chính sách có quy mô toàn quốc do Quốc vương Abdul-Aziz tiến hành nhằm kết thúc lối sống du cư. Tuy nhiên, lối sống du cư vẫn tồn tại trong vương quốc, song với số lượng rất nhỏ, thấp xa so với thế đa số trước đây của nó trên bán đảo.
Từ khi thành lập Ả Rập Xê Út hiện đại, Najd và đặc biệt là Riyadh tiếp nhận một dòng người nhập cư từ toàn bộ các vùng trong nước và từ gần như toàn bộ các tầng lớp xã hội. Cư dân Najd địa phương phần lớn cũng chuyển ra khỏi thị trấn hoặc làng quê hương của họ để tới thủ đô Riyadh. Tuy nhiên, hầu hết các làng này vẫn còn lại song với số lượng nhỏ cư dân bản địa. Khoảng một phần tư cư dân Najd, bao gồm khoảng một phần ba cư dân Riyadh, là ngoại kiều không có quyền công dân Ả Rập Xê Út, gồm những người chuyên nghiệp có kỹ năng cũng như các lao động không có kỹ năng.
Chế độ nô lệ tại Ả Rập Xê Út bị Quốc vương Faisal bãi bỏ vào năm 1962, một số cựu nô lệ được giải phóng lựa chọn tiếp tục làm việc cho chủ nô cũ của họ, đặc biệt là cho các chủ nô cũ là thành viên hoàng tộc.
Không giống với Hejaz và Tihamah, Najd là khu vực hẻo lánh và nằm ngoài quyền cai trị của các đế quốc Hồi giáo quan trọng như Abbas và Ottoman. Thực tế này định hình phần lớn tính bất đồng hiện nay của khu vực này với Hejaz.
Khu vực nổi tiếng do có diễn giải nghiêm ngặt về Hồi giáo và thường được nhìn nhận là một thành luỹ của chủ nghĩa bảo thủ tôn giáo. Muhammad ibn Abd al-Wahhab là người sáng lập sự diễn giải nghiêm khắc Hồi giáo được gọi là phong trào Wahhab, là giáo phái được hoàng tộc Saud tin theo, ông ta sinh ra tại 'Uyayna, một ngôi làng thuộc Najd.
Cư dân Najd nói tiếng Ả Rập dưới biến thể này hoặc biến thể khác trong toàn bộ lịch sử thành văn. Giống như các khu vực khác trên bán đảo, tồn tại bất đồng giữa phương ngữ của người Bedouin du cư và phương ngữ của các thị dân định cư. Tuy nhiên, khác biệt này tại Najd ít rõ nét hơn so với những nơi khác trong nước, và phương ngữ định cư Najd dường như có nguồn gốc từ phương ngữ Bedouin, do hầu hết người Najd định cư là hậu duệ của những người Bedouin du cư. Phương ngữ Najd được một số người cho là có ít ảnh hưởng từ bên ngoài nhất trong toàn bộ các phương ngữ Ả Rập hiện đại, do cao nguyên Najd có vị trí cô lập và khí hậu khắc nghiệt, cũng như thiếu vắng nền ngôn ngữ trước đó. Ngôn ngữ Nam Ả Rập cổ đại có vẻ như từng được nói rộng rãi tại Najd thời cổ đại, không giống như tại miền nam Ả Rập Xê Út. Trong nội bộ Najd, các địa phương và thị trấn khác nhau có giọng đặc trưng riêng. Tuy nhiên, thời gian gần đây chúng phần lớn đã hợp nhất và phải chịu ảnh hưởng mạnh từ các phương ngữ Ả Rập của các vùng và quốc gia khác. Điều này diễn ra ở mức độ đặc biệt cao tại Riyadh.